# Werke deutscher Romantiker von Caspar David Friedrich bis Moritz von Schwind

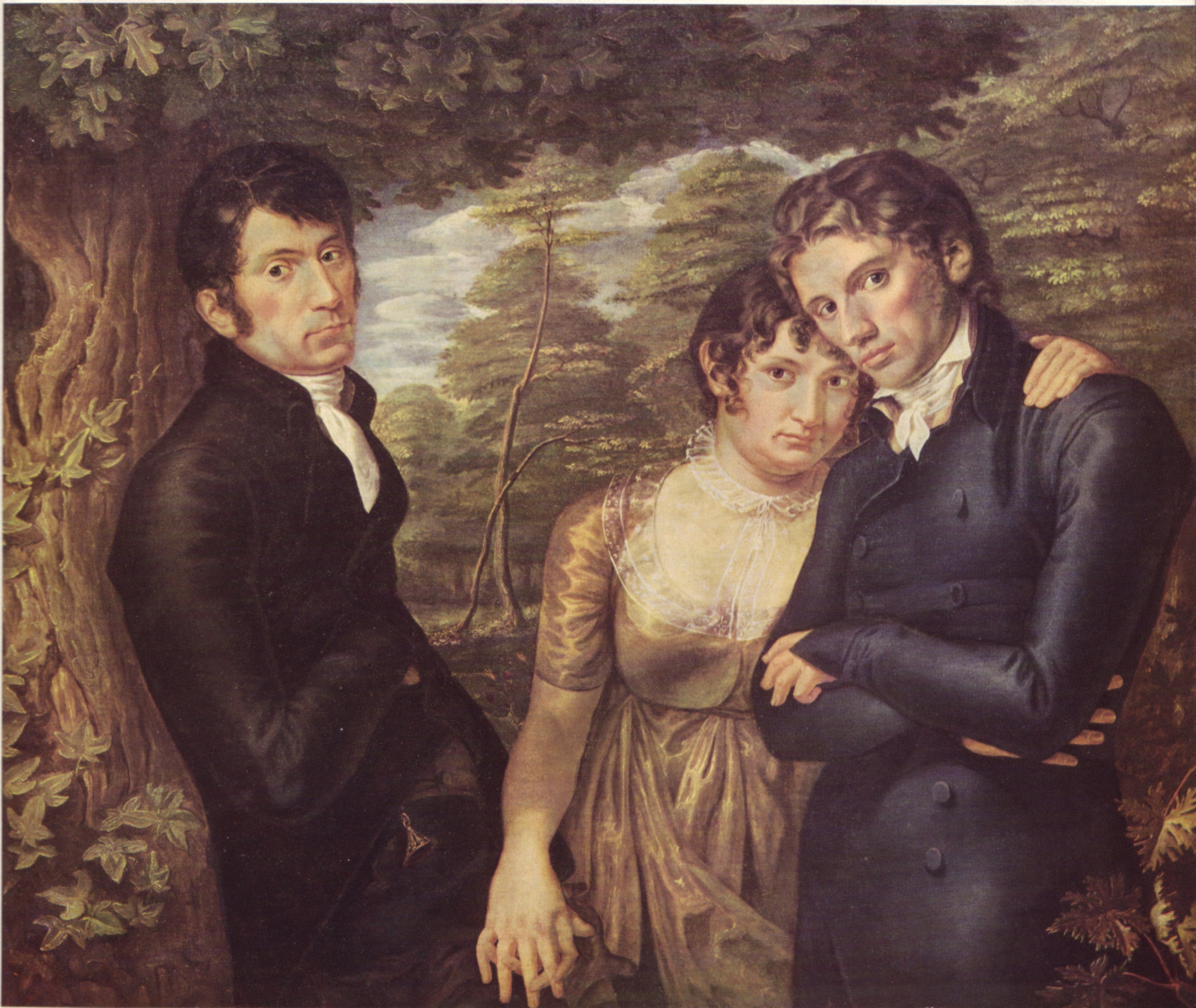
Wir Drei, Gemälde von Philipp Otto Runge, 1931 verbrannt

Werke deutscher Romantiker von Caspar David Friedrich bis Moritz von Schwind oder auch Deutsche romantische Malerei von Caspar David Friedrich bis Moritz von Schwind war eine Kunstausstellung, die am 1. Juni 1931 im Münchener Glaspalast eröffnet wurde. Die Ausstellungsdauer war bis Anfang Oktober 1931 geplant, durch den Brand des Glaspalastes am 6. Juni 1931 wurden die ausgestellten Werke jedoch komplett vernichtet.

## Veranstalter
Die Ausstellung war als Sonderausstellung im Rahmen der Münchener Kunstausstellung 1931 konzipiert, Veranstalter waren die Münchner Künstlergenossenschaft und der Verein Bildender Künstler Münchens „Secession“ e. V. Insgesamt waren ca. 3000 Kunstwerke ausgestellt.

## Ehrenausschuss
Der Ehrenausschuss der Ausstellung bestand aus folgenden Herren:
- Ludwig Dasio, Bildhauer, Professor, Kassierer der Münchner Künstlergenossenschaft
- Hanns Denk, Preussischer Gesandter in München
- Julius Diez, Geheimer Regierungsrat und Professor an der Akademie der Bildenden Künste München
- Friedrich Dörnhöffer, Generaldirektor der Bayerischen Staatsgemäldesammlungen
- Franz Xaver Goldenberger, Staatsminister
- Eberhard Hanfstaengl, Direktor der städtischen Kunstsammlungen München
- Edgar Haniel von Haimhausen, Gesandter i. R.
- Eugen Hönig, Professor, Präsident der Münchener Künstler-Genossenschaft
- Konrad Hommel, Professor
- Angelo Jank, Geheimer Regierungsrat, Akademieprofessor, 1. Vorsitzender des Vereins bildender Künstler Münchens „Secession“
- Hans Küfner, 2. Bürgermeister der Stadt München
- Karl Scharnagl, Oberbürgermeister der Stadt München
- Hermann Urban, Professor
- Wilm Hubert, Landschaftsmaler
- Georg Jakob Wolf, Kunsthistoriker und Publizist
- Walther Zimmermann, Generaldirektor der Glaspalastausstellungen

## Ausgestellte Werke
Die Ausstellung umfasste 110 Werke, die Liste der ausgestellten Werke befindet sich hier: Liste beim Brand des Münchner Glaspalasts zerstörter Werke

## Rezeption
Der Brand des Glaspalastes und die Vernichtung der ausgestellten Kunstwerke fand ein vielfältiges Echo in der damaligen Tages- und Fachpresse.
- Hugo Kunz,  Aurora, Jahrbuch der Eichendorff-Gesellschaft, Band 2 1932, S. 80–82:

„Es werden wohl nicht viele Menschen die Münchener Glaspalast-Ausstellung 1931 besichtigt haben. Uns führte es am 5. Juni in die lichten Räume des Ausstellungsgebäudes … Die Sezession entließ uns, vom Schauen ermüdet, aus ihren Sälen zu den Romantikern. Hier, bei lauter geliebten Menschen, sozusagen zuhause, waren wir gleich aufgefrischt und voller Lust begrüßt man die Freunde…“

„Auf uns machte Schwind (1804–1871) „Ritter Kurt’s Brautfahrt“ den stärksten Eindruck. Dies Bild imponierte durch den Reichtum des Abgeschilderten, die Lieblichkeit der Farbe und durch den süßen, deutschen Gehalt romantischer Begeisterung…“

„Am größten ist der Verlust, der das Werk Ph. Otto Runges, des Hamburgers (1777–1810) betroffen hat, denn es existieren wenig Malereien von dem früh Verstorbenen. Das bedeutende Portrait „Wir Drei“ zeigt den Künstler mit seiner jungen Gattin und seinem Bruder in inniger Gemeinschaft. Welche Wärme geht von diesen Köpfen aus, wie groß stehen sie vor einem bewegten Himmel, doch wie in einem Raum geborgen durch das Blätterdach des Baumes, an dem der Bruder versonnen lehnt…. Außer diesem ergreifenden Werk befanden sich noch die „Lehrstunde der Nachtigall“, ein Lieblingsbild des deutschen Publikums, und das anmutige „Mutter und Kind an der Quelle“ in der Ausstellung….“

„Der Umfang des großen Schadens wollte uns nicht gleich klar werden, auch die Hoffnung auf Rettung des eigenen Bildwerkes, sowie des zu Gast gebetenen Kunstgutes, wollte nicht verstummen, bis dann endlich die Erschütterung angesichts der Verwüstung so stark wurde, das wir uns abwenden mußten…. Noch viele andere Meisterwerke sind hier nicht besprochen. Die Namen aller müßten, vollzählig auf einer Tafel aufgeführt, im neuen Glaspalast, der in München entstehen soll, dem Besucher sagen, welch schreckliches Unheil am 6. Juni 1931 über köstliches Gut hereinbrach. Mag der dann, zur Wehmut gestimmt, den Verlust sich durch Abbildungen noch klarer vergegenwärtigen, er wird sein Leid nicht in sich verschließen können.
Und so wird die Katastrophe eine Brücke werden zum Lieben und Loben der untergegangenen Bildwerke deutscher Romantik.“

- Hans Eckstein, Kunst und Künstler: illustrierte Monatsschrift für bildende Kunst und Kunstgewerbe, Heft 29, 1931, S. 400–401:

„Die Katastrophe hat in den Bestand unserer Museen Lücken gerissen, die unauffüllbar bleiben. Europa hätte Größeres verlieren können, aber wir Deutsche nichts Lieberes, nichts, worin deutsches Wesen in seiner Stärke und in seinen Fährnissen mehr Gestalt gewonnen hat: Philipp Otto Runges „Wir drei“ und „Mutter mit Kind an der Quelle“ aus der Hamburger Kunsthalle, neun vollgültige Werke von Caspar David Friedrich aus der neuen Pinakothek, dem Gothaer Museum, der Hamburger Kunsthalle, der Lahmannschen Sammlung und aus anderem Privatbesitz, vier Bilder von Carus, das große Bild Ferdinand Oliviers „Schloß Weickersdorf“ (Hamburger Kunsthalle), Klengels „Abendlandschaft“ (Gothaer Museum), von Josef Anton Koch die erste Fassung des Grimselpasses (1813) aus dem Leipziger Museum, die großartigen Kaskadellen von Tivoli aus dem gleichen Jahre (Freiherr von Biegeleben), der Berner Oberland (Graf von Enzenburg, Innsbruck) zusammen mit sechs weiteren Werken, zwei der schönsten Oldachs aus der Hamburger Kunsthalle, vier Hauptwerke von Blechen aus der Nationalgalerie und aus der städtischen Galerie in Nürnberg, ein zauberhafter Kersting (die Damen am Flügel aus der Lahmannschen Sammlung), ferner Bilder von Cornelius, Fohr, Bernhard und Ernst Fries, Führich, Heß, Janssen, Lessing, August Lucas (Landesmuseum Darmstadt), Carl und Christian Ernst Morgenstern, Overbeck, Ramboux, Reinhold, Richter, Rohden, Rottmann (Bilder aus der Frühzeit von dokumentarischen Werte aus dem Kurpfälzischen Museum in Heidelberg), Schadow, Schinkel (Gotischer Dom aus der Nationalgalerie), Schwind, Veit, Wasmann. Georg Wilhelm Issels kleines, in der Erfassung des Tatsächlichen  und in seiner auf Ton gestellten Malerei einzigartiges, den besten Utrillos aus der grauen Periode vorgreifendes kleines Ölbild „St. Etienne du Mont“ aus dem Hessischen Landesmuseum und andere einzelne Kostbarkeiten unbekannterer Maler, wie der Waldeingang von Anton Radl (Museum Darmstadt), die schöne Ansicht von Berchtesgaden von Anton Schiffer (1811–1876) aus Wiener Privatbesitz sind verloren…“

- Münchener Zeitung, Nr. 154/155 1931, Samstag/Sonntag 6./7. Juni 1931:

„Eine Tragödie der deutschen Kunst. Der Münchener Glaspalast niedergebrannt – … Unersetzliches ist zerstört worden. Daß die mit so viel Liebe und Arbeit zustandegebrachte Ausstellung der Romantiker vernichtet worden ist, muß an erster Stelle verzeichnet werden und das Gemüt packen, denn es handelt sich um die Werke von Toten, die damit die lebenden Zeugen ihres Könnens verloren haben und nunmehr zum zweiten Male gestorben sind….“

- Ingolstädter Anzeiger, Ingolstädter Volksblatt/Freie Presse, Nr. 127, Montag, 8. Juni 1931:

„Aufruf! Das Gesamtministerium hat gemeinsam mit den Führern der Künstlerschaft folgenden Aufruf erlassen:
Die Kunststadt München und mit ihr die ganze deutsche Kunst sind von einem schweren Unglück betroffen worden.
… Vor allem der Verlust der mehr als 100 unersetzlichen Werke deutscher Romantiker von Caspar David Friedrich bis Moritz v. Schwind zu beklagen, die aus öffentlichen Museen ganz Deutschlands und aus Privatbesitz in sorgfältiger Auswahl hier zurzeit vereinigt waren.
Wenn auch diese wertvollen Leihgaben gegen Brandschaden versichert waren, so ist doch für immer ein Teil kostbarsten geistigen Besitzes des deutschen Volkes zerstört.“

- Grafinger Zeitung, Nr. 125, Sonntag/Montag 7./8. Juni 1931:

„Entsetzlich ist der Verlust berühmter Kunstwerke, insbesondere der in drei Sälen ausgestellten deutschen Romantiker (Werke von Künstlern aus der Zeit von etwa 1820–1860), darunter Kaspar David Friedrich, Rottmann, Schwind, Runge, (aus Frankfurt geliehen), Spitzweg usw. Von den etwa 120 Bildern der Romantiker konnte angeblich nichts gerettet werden – ein Verlust in der Höhe von vielen Millionen….“

- Flörsheimer Zeitung, Nr. 66, Dienstag, 9. Juni 1931:

„Für die herrliche Sonderausstellung „Deutsche Romantiker“ waren Leihgaben zum Teil mit großer Mühe aus allen Teilen Deutschlands zusammengetragen worden. Eines der schönsten Bilder Moritz von Schwinds: „Ritter Kurts Brautfahrt“ ist unter den vernichteten Werken….“

- Spandauer Zeitung, Nr. 130, Sonnabend, 6. Juni:

„Die Vernichtung der diesjährigen Kunstausstellung stellt ein nationales Unglück dar. Millionenwerte sind vernichtet, die künstlerische Arbeit ganzer Kategorien deutscher Maler ist zerstört worden. Mit Tränen in den Augen stand Generaldirektor Zimmermann an der Unglücksstätte. Ein ganzes Jahr haben er und der befreundete Münchener Kunsthistoriker Dr. Georg Jakob Wolf in ganz Deutschland die Romantiker-Ausstellung zusammengebettelt und nur schweren Herzens hat manche deutsche Galerie ihre Kleinodien nach München entlassen. Nun ist alles vernichtet…. Abgesehen von dem materiellen Schaden, ist der ideelle, der in dem Verlust unersetzlicher Werke liegt, so ungeheuer, daß man wohl von einer der größten Katastrophen der nationalen Kunst sprechen kann.“

- Spandauer Zeitung, Nr. 131, Montag, 8. Juni:

„Besonders bedauern wird man auch, daß drei Gemälde von Philipp Otto Runge vernichtet wurden sind, seine berühmten „Wir drei“, „Die Todesstunde[sic!] der Nachtigall“ und „Mutter und Kind an der Quelle“. Die Kunsthalle Hamburg hat durch die Zerstörung dieser Bilder einen besonders harten Verlust erlitten. Ein nationales Unglück ist geschehen. Trotz unserer schlimmen Wirtschaftslage muß das deutsche Volk alles daran setzen, die Schäden und die Verluste allmählich wieder zu ersetzen.“

- Die Rote Fahne, Nr. 119, Sonntag, 7. Juni 1931:

„Die Kunstwerke der toten Künstler waren auf insgesamt 1 Million Mark versichert, während die Bilder und Plastiken der lebenden Künstler als unversicherte Werke ein Raub der Flammen wurden!
Die gesamte bürgerliche Presse beeilt sich nun, die Vernichtung der 3000 Gemälde als eine nationale Katastrophe in die Welt zu telegraphieren und, genau wie bei den immer wiederkehrenden Grubenkatastrophen, fühlt sich jede Landesregierung verpflichtet, der bayerischen Regierung „tiefste Teilnahme“ zu versichern. Wahre Krokodilstränen vergießen diese Herrschaften, denen die Kunst nur dann etwas gilt, wenn sie kapitalistische Ausbeutung verherrlicht. Sie reden von einem „furchtbaren Unglück für München, für Bayern, ja, für die ganze deutsche Kunst“. Aber kein Wort verlieren sie über den Skandal, kunsthistorisch wertvolle Werke in Gebäuden unterzubringen, in denen nicht einmal die notwendigsten Feuerversicherungen vorhanden sind, und kein Wort, ob sie gedenken, die lebenden Künstler, denen das Feuer das letzte genommen hat, ausreichend zu entschädigen.“

- Vossische Zeitung, Nr. 263, Sonnabend, 6. Juni 1931, Abend-Ausgabe:

„Der deutsche Kunstbesitz ist heute nacht von einer nicht wieder gutzumachenden Katastrophe betroffen worden. Der Münchner Glaspalast ist heute Nacht niedergebrannt…. 20 Feuerwehrleute wurden bei ihrem heldenmütigen Rettungswerk verletzt. Generaldirektor Zimmermann, der sich immer wieder bemühte, mit Lebensgefahr Kostbarkeiten aus den brennenden Sälen zu retten, wurde zuletzt mit Gewalt von der Polizei zurückgehalten…“